# Bộ Chính trị Đảng Cộng sản Trung Quốc khóa XI

### Đại hội Đảng Cộng sản Trung Quốc lần thứ 11
| Đại hội Đảng Cộng sản Trung Quốc lần thứ 11 (1977) | Đại hội Đảng Cộng sản Trung Quốc lần thứ 11 (1977) | Đại hội Đảng Cộng sản Trung Quốc lần thứ 11 (1977) | Đại hội Đảng Cộng sản Trung Quốc lần thứ 11 (1977)                                                                                              |
| Thứ tự                                             | Tên                                                | Chức vụ Đảng và Nhà nước | Ghi chú khác |
| -------------------------------------------------- | -------------------------------------------------- | --- | --- |
| 1                                                  | Vi Quốc Thanh                                      | Tổng cục trưởng Tổng cục Chính trị Giải phóng Nhân dân Quân đội | |
| 2                                                  | Ô Lan Phu                                          | Trưởng ban Công tác Mặt trận Trung ương | |
| 3                                                  | Phương Nghị                                        | Viện trưởng Viện Khoa học Trung Quốc | |
| 4                                                  | Đặng Tiểu Bình                                     | Phó Chủ tịch Đảng,Phó Chủ tịch Quân ủy Trung ương Chủ tịch Hội nghị Chính trị Hiệp thương Nhân dân Toàn Quốc,Phó Thủ tướng,Tổng Tham mưu trưởng Giải phóng Nhân dân Quân | Ủy viên thứ 3 Ban thường vụ Bộ Chính trị |
| 5                                                  | Diệp Kiếm Anh                                      | Chủ tịch Nước,Ủy viên trưởng Ủy ban Thường vụ Đại hội Đại biểu Nhân dân Phó Chủ tịch Quân ủy Trung ương                                                                  | Ủy viên thứ 2 Ban thường vụ Bộ Chính trị |
| 6                                                  | Lưu Bá Thừa                                        | Phó Chủ tịch Quân ủy Trung ương, Phó Ủy viên trưởng Ủy ban Thường vụ Đại hội Đại biểu Nhân dân                                                                           | |
| 7                                                  | Hứa Thế Hữu                                        | Phó Chủ nhiệm Ủy ban Cố vấn Trung ương,Tư lệnh Quân khu Quảng Châu | |
| 8                                                  | Kỉ Đăng Khuê                                       | Phó Thủ tướng | |
| 9                                                  | Tô Chấn Hoa                                        | Bí thư Thượng Hải kiêm Thị trưởng Thượng Hải, Chính ủy Hải quân Giải phóng Nhân dân                                                                                      | Mất năm 1979 khi đang tại nhiệm |
| 10                                                 | Lý Tiên Niệm                                       | Phó Chủ tịch Đảng | Ủy viên thứ 5 Ban thường vụ Bộ Chính trị |
| 11                                                 | Lý Đức Sinh                                        | Tư lệnh Quân khu Thẩm Dương | |
| 12                                                 | Ngô Đức                                            | Phó Ủy viên Trưởng Nhân Đại | |
| 13                                                 | Dư Thu Lý                                          | Chủ nhiệm Ủy ban Năng lượng Nguyên tử Trung Quốc | |
| 14                                                 | Uông Đông Hưng                                     | Phó Chủ tịch Đảng | Ủy viên thứ 4 Ban thường vụ Bộ Chính trị |
| 15                                                 | Trương Đình Phát                                   | Tư lệnh Không quân Giải phóng Nhân dân,Ủy viên Quân ủy Trung ương | |
| 16                                                 | Trần Vĩnh Quý                                      | Phó Thủ tướng | |
| 17                                                 | Trần Tích Liên                                     | Phó Thủ tướng,Tư lệnh kiêm Bí thư,Quân khu Thủ đô Bắc Kinh | |
| 18                                                 | Cảnh Tiêu                                          | Phó Thủ tướng | |
| 19                                                 | Nhiếp Vinh Trăn                                    | Phó Ủy viên Trưởng Nhân Đại | |
| 20                                                 | Nghê Chí Phúc                                      | Chủ tịch Tổng Công hội Toàn quốc | |
| 21                                                 | Từ Hướng Tiền                                      | Bộ trưởng Bộ Quốc phòng | |
| 22                                                 | Bành Xung                                          | Bí thư Thượng Hải kiêm Thị trưởng Thượng Hải. | |
| 23                                                 | Hoa Quốc Phong                                     | Chủ tịch Đảng,Chủ tịch Quân ủy Trung ương Thủ tướng Quốc vụ viện | Ủy viên thứ 1 Ban thường vụ Bộ Chính trị |
| Ủy viên Dự khuyết                                  |                                                    | | |
| Thứ tự                                             | Tên                                                | Chức vụ Đảng và Nhà nước | Ghi chú khác |
| 1                                                  | Trần Mộ Hoa                                        | Bộ trưởng Bộ Kinh tế Đối ngoại | |
| 2                                                  | Triệu Tử Dương                                     | Phó Chủ tịch Chính Hiệp | Tại Hội nghị Trung ương 4 (1979) bổ sung vào Bộ Chính trị Bổ sung vào Ban thường vụ Bộ Chính trị Ủy viên thứ 4 tại Hội nghị Trung ương 6 (1981) |
| 3                                                  | Tái Phúc Đỉnh                                      | Bí thư kiêm Chủ tịch Tân Cương | |
| Bầu bổ sung tại Hội nghị Trung ương 3 (1978)       |                                                    | | |
| Thứ tự                                             | Tên                                                | Chức vụ Đảng và Nhà nước | Ghi chú khác |
| 1                                                  | Đặng Dĩnh Siêu                                     | Bi thư thứ 2 Ủy ban Kiểm tra Kỷ luật Trung ương | (nữ) |
| 2                                                  | Hồ Diệu Bang                                       | Trưởng ban Tổ chức Trung ương | Bổ sung vào Ban thường vụ Bộ Chính trị Ủy viên thứ 1 tại Hội nghị Trung ương 6 (1981)                                                           |
| 3                                                  | Vương Chấn                                         | Phó Thủ tướng | |
| Bầu bổ sung tại Hội nghị Trung ương 4 (1979)       |                                                    | | |
| Thứ tự                                             | Tên                                                | Chức vụ Đảng và Nhà nước | Ghi chú khác |
| 1                                                  | Triệu Tử Dương                                     | Phó Chủ tịch Hiệp Chính | Bổ sung vào Ban thường vụ Bộ Chính trị Ủy viên thứ 4 tại Hội nghị Trung ương 6 (1981)                                                           |
| 2                                                  | Bành Chân                                          | Bí thư Ủy ban trung ương về Chính trị và Pháp luật | |